# Гониоскопија
Гониоскопија је рутинска офталмолошка процедура која мери угао између шаренице и рожњаче (иридокорнеални угао ока), користећи уређај гониосочиво (познато и као гониоскоп) заједно са прорезном лампом или оперативним микроскопом. 
Коморни угао представља угао између унутрашње површине рожњаче и предње површине дужице при чему је врх угла иза корнеосклералног трабекулума тако да се одводни систем очне водице управо налази у систему који је смештен у овом простору.
Ова процедура се врши како би се проверило како се очна течност дренира из ока и да ли је дренажни угао (подручје где течност одлази из ока) затворен или отворен, као и да се утврди да ли постоје неки урођени поремећаји који могу довести до појаве глаукома (и зато посебно важно место гониоскопији припада у дијагностици и терапији конгениталних глаукома).

## Историја
Први пут коморни угао и његову структуру на живом човеку видео је А.Трантас  пре више од једног века (1907), вршећи идентацију лимбуса код болесника са кератоглобусом. Специфични облик закривљености рожњаче му је омогућио да добије директну слику угла.
Прве описе гониоскопског сочива дао је M. Salzmann 1914. да би пет година касније L. Koeppe урадио нацрт за прво сочиво које је могло да се користи у клиници. M.Troncoso је омогућио да се угао посматра под увећањем као и да буде адекватно осветљен како би се сви елементи јасно видели.
Од када је први пут уведана у клиничку праксу гониоскопија представља незаменљиви део сваког клиничког прегледа глаукомних пацијената.На основу ње се одређује да ли се ради о примарном глаукому отвореног угла или затвореног угла или  о секундарним глаукомима.

## Индикације
Ако имамо у виду да се целокупна терапија глаукома заснива на довољном – адекватном снижавању унутарочног притиска то показује колико је значајно изучавање анатомије и физиологије стварања и отицања очне водице односно хидродинамике. У ртом смислу употреба  гониоскопа је важна у дијагностици и праћењу различитих очних стања повезаних са глаукомом, односно повећаним очним притиском, јер омогућава правовремено препознавање разних врста глаукома и пружа смернице у даљој терапији.  

## Намена
Гониоскопи омогућавају клиничару - офталмологу или оптометристи - да види  иридеокорнеали угао кроз огледало или призму, јер без њих је угао маскиран тоталном унутрашњом рефлексијом од очног ткива.
Прегледом коморног угла потребно је да се утврди: 
- Ниво где се припаја корени део дужице

- Облик периферног профила дужице
- Ширина угла
- Степен пигментације угла
- Присуство иридотрабекуларног блока са или без синехија

У току гониоскопског прегледа посебно је важно да се утврди да ли је коморни угао отворен или је затворен. 
Поред процењивања да ли је угао отворен или затворен процењује се и степен отворености угла, применом поделе по Шејферу по којој се затворен угао означава као ширина угла 0 степени, а широк отворен 4 када је ширина угла 45 степени. 
Прегледом угла може се открити и присуство иридотрабекуларног контакта кореног дела дужице и трабекулума при чему је важно да се утврди да ла ли контакт постоји, на коликом делу циркумференције се налази као и да ли постоје синехије или не, односно да ли се ради реверзибилном или иреверзибилном блоку угла. 
Гониоскопија даје и важан податак о степену пигментације угла што може да укаже на врсту глаукома, на претходне интервенције у углу, или повреде.
Прегледом угла могу се утврдити и многи ембрионални поремећаји угла који се виђају код конгениталних форми глаукома.

## Врсте гониоскопа
Код нормално закривљене рожњаче одбијена светлост од структура угла прелама се на површини између сузног филма и ваздуха где се добија тотална рефлексија. Ако се дода контактно сочиво преламање одбијене светлости се не врши на додирној површини сузни филм - ваздух већ светлосни зраци пролазе релативно оптчки хомогене медије рожњача, сузни филм, контактно сочиво и одбијају се од огледала које се налази под углом од 62 степена и настављају до ока посматрача.
Коепов директни гониоскоп - је провидни уређај који се поставља директно на рожњачу заједно са течношћу за подмазивање, како би се избегло оштећење њене површине. Стрмија закривљеност спољашње површине овог гониоскопа оптички елиминише проблем укупне унутрашње рефлексије и омогућава поглед на иридокорнеални угао. Лоша страна му је што, захтева да пацијент лежи, па се не може тако лако користити са обичном прорезаном лампом у оптометријском окружењу. У офталмолошком окружењу, оперативни микроскоп је једна од доступних опција.
Голдманове индиректни гониоскоп - је уређај налик скраћеном конусу који користи огледала да рефлектује светлост из иридокорнеалног угла у правцу посматрача (као што је приказано шематским дијаграмом). У пракси слика излази отприлике ортогонално у односу на задњу површину (ближе практичару), чинећи посматрање и увећање помоћу прорезане лампе лаким и поузданим. Мала, закривљена предња површина не лежи на рожњачи, већ се надвија преко ње, са течношћу за подмазивање која испуњава празнину. Граница предње површине почива на склери. Иако је добијени приказ мањи од Коепе гониоскопа, може се користити када пацијент седи усправно, а друга огледала унутар уређаја могу се користити за добијање погледа на друге делове ока, као што су ретина и ора серата .
Цајсов индиректни гониоскоп - је инструмент који користи сличан метод као Голдманов гониоскоп, али уместо огледала користи призме. Његове четири симетричне призме омогућавају истовремено визуализацију иридокорнеалног угла у четири квадранта ока и добро ради са прорезном лампом. Оно што је најважније, величина и облик инструмента – мања предњу површину која се ослања на рожњачу без потребе за течношћу за подмазивање, само пацијентов сузни филм – омогућава гониоскопију удубљења, која се може користити за даљу дијагнозу.
Поред наведених постоје и много других гониоскопи доступни  за употребу, укључујући модификоване верзије претходно поменутих, које се показују корисним за хируршку употребу (гониотомија).

## Процедура
Преглед који просечно траје око 5 минута почиње стављањем пацијенту у око капи са анестетским дејством (како пацијент не би осетио надражај од сочива које током прегледа належе на око). Потом се пацијент ппоставља у лежећи или седећи положај, у коме офталмолог уз помоћу микроскопа прегледа унутрашњост ока. Уколико пацијент седи, морао би да постави своју браду и чело на за то предвиђено постоље, са погледом усмереним право.
Следећи корак јесте афиксација специјалног сочива које са унутрашње стране има рефлектујућу површину. У овом акту у трајању од 20-30 секунди сноп светлости се усмерава у унутрашњост ока, што помаже офталмологу да види ширину дренажног угла.
Елементи коморног угла који се виде при постављеном гониоскопском контактном сочиву су следећи. 
- Швалбеова линија  која представља периферну ивицу Десцеметове мембране и види се као беличастаседефаста линија, испод које се налази корнеосклерални трабекулум.

- Кореосклерални трабекулум у виду широког прстена испуњава предео врха угла. Ова структура је напред лако пигментована , док је позади преко Шлемовог канал јаче пигментовна пошто је и ту највећи проток течности па је и највеће таложење пигмента.

- Склерални гребен који представља кружну проминенцију склере, односно задњу границу унутрашњег склералног канала (sulcus) у којем се налази Шлемов канал.

- Трака цилијарног тела испод склералног гребена где се припаја корен ириса код већине људи. Ова трака је мрке боје.

Описане структуре угла се не могу видите при директном посматрању предње коморе на спалт лампи. Да би се ове структуре виделе неопходно је да се отклони укупна унутрашња рефлексија светлости, а за то се користе гониоскопска сочива за директну или индиректну гониоскопију.

## Класификација углова
Током гониоскопије, одређује се амплитуда угла, као и тип глаукома, отвореног  или затвореног угла, од којих сваки има своју епидемиологију, патофизиологију, лечење и превенцију. 
Шаферова класификација процењује амплитуду угла између последњег преклопа ириса и трабекуларне Швалбеове мреже.
- IV степен - 45 °.
- III степен - 30 °.
- II степен - 20 °, могуће је затварање угла.
- I - 10 °, вероватно је угао затворен
- Прорез је угао мањи од 10°, а угао је вероватно затворен.
- Затворен  - ирис се добро уклапа у рожњачу.

Глауком отвореног угла
Овај глауком познат и као симплекс глауком је много чешћи. Он напредује веома споро пошто се одводни канали постепено затварају.
Глауком затвореног угла
Код глаукома затвореног угла, на неким деловима угла предње коморе могу се видети пегави делови таложења пигмента, а њихово присуство указује да се ирис уклапа у ово место, али да нема трајног везивања. Пигментне мрље и уски угао могу бити доказ одложене епизоде акутног затвореног угла глаукома.
Обично у подручју угла нема васкуларизације. Понекад се могу видети мале гране артеријског круга цилијарног тела. Ове гране су обично прекривене увеалном мрежом, формирају кружну синусну структуру или се могу радијално приближити сфинктеру ириса. У случају неоваскуларног глаукома, абнормални крвни судови прелазе цилиарно тело и грану у трабекуларној мрежи. Контракција фибробластних миофибрила које прате абнормалне крвне судове узрокује формирање периферних предњих синехија и затварање угла.
Секундарни глауком
Настаје као последица повреде, запаљења, тумора или пак код узнапредивале катаракте или шећерне болести.
Глауком без притиска
Код овог релативно ретког типа глаукома, који се јавља као последица страдања  видни живац, иако очни притисак није повишен.

### Тумачење гониоскопске слике
Типичан поглед кроз већину гониоскопа је илустрован овим идеалистичким шематским дијаграмима. У стварности, клиничка слика може варирати и унутар и између појединих пацијената. Овај поглед на иридокорнеални угао пружа информације на неколико начина:
Ширина иридокорнеалног угла
Ширина иридокорнеалног угла је један од фактора који утиче на дренажу очне водице из предње коморе ока. Широки угао омогућава довољну дренажу течности кроз трабекуларну мрежу (осим ако није опструиран), док узак угао може ометати дренажни систем и оставити пацијента подложним акутном глаукому затвореног угла. Гониоскопија показује угаону ширину иридокорнеалног угла према броју очних структура видљивих изнад обода шаренице. Генерално, што је више структура видљиво, то је шири угао. Међутим, не могу се све структуре лако разликовати, посебно слаба Швалбеова линија, која представља периферну ивицу Десцеметове мембране и види се као беличастоседефаста линија, испод које се налази корнеосклерални трабекулум.  
Додатне информације се добијају ако веома уски сноп лампе са прорезом може да се осветли угао, пошто је ширина угла генерално пропорционална раздвајању снопа рожњаче и снопа ириса када се састају под углом.
Предње синехије
Предње синехије су једноставно нити ириса који се причвршћују за иридокорнеални угао или околно ткиво. Ово може бити погоршано упалом ока, која може учинити угао лепљивим  за инфламаторне ћелије и супстанце, или структурним дефектима у ирису који доводе до тога да праменови слободно плутају у предњу комору, што се може десити код атрофије ириса и урођених дефеката ириса . Гониоскопија омогућава директан преглед ових синехија, и стога је посебно корисна за суптилније случајеве.
Гониоскопија удубљења
Проширење горња два концепта гониоскопија укључује примењени притисак гониоскопа на око, акутно подизање интраокуларног притиска у предњој комори и накнадно механички отварање иридокорнеалног угла, омогућавајући боље разумевање природе предње синехије. У одсуству синехија, гониоскопија може открити област где су рожњача и шареница заиста анатомски причвршћени, у поређењу са оним где су једноставно постављени једана наспрам друге.
Сампаолеси линија
Хиперпигментација на, или испред, Швалбеове линије,  може значити синдром дисперзије пигмента или синдром псеудоексфолијације.